# Didone costruisce Cartagine
Didone costruisce Cartagine (Dido building Carthage, indicato anche come The Rise of the Carthaginian Empire, ossia La nascita dell'Impero cartaginese) è un dipinto a olio su tela (155,5×230 cm) del pittore inglese William Turner, realizzato nel 1815 e conservato alla National Gallery di Londra.

## Storia e descrizione
Il soggetto di Didone costruisce Cartagine è esplicitamente desunto dall'Eneide di Virgilio. Pur affrontando un soggetto classico, il dipinto è caratterizzato dall'assoluta preponderanza del tema del paesaggio: a catturare l'attenzione del dipinto, infatti, è una Natura serena e maestosa, appena percorsa da elementi architettonici e da piccole figure, come Didone, la donna destinata a divenire la leggendaria regina di Cartagine, la cui ascesa definitiva è sancita dal fulgore dei raggi solari. Sulla sponda del fiume scorgiamo alcuni bambini che si dilettano con una nave giocattolo, simbolo della potenza navale di Cartagine, mentre a destra si erge la tomba di Sicheo, il defunto marito di Didone, a simboleggiare il futuro e tragico destino dell'Impero.
Turner presentò l'opera nel 1815 all'esposizione annuale della Royal Academy, corredandola con alcuni versi relativi alla scena raffigurata, tratti dall'Eneide di Virgilio. Pur incontrando il favore del pubblico, molti critici non mancarono di riservare qualche giudizio sfavorevole circa l'abbagliante luminosità della tela, interamente giocata sui toni gialli. Lo stesso Turner, consapevole dell'accoglienza alla quale erano inevitabilmente destinate le sue scelte figurative, nei giorni immediatamente precedenti l'esposizione (i cosiddetti Varnishing Days) decise di ritoccare l'opera con grande rapidità e destrezza, ridipingendo il sole di bianco.
Ciò, tuttavia, non bastò a smorzare la virulenza delle critiche di Sir George Beaumont, che sentenziò:
(George Beaumont)
Molto importante, per la comprensione di quest'opera, è infatti il riferimento al pittore francese del '600 Claude Lorrain, autore di raffinati giochi luministici. Turner studiò con molta attenzione i dipinti del Lorrain, e con quest'opera volle raggiungere un naturalismo e una forza compositiva in grado di eguagliare, se non superare, il grande maestro. Non è un caso, dunque, se oggi l'opera è esposta nella sala n. 15 della National Gallery di Londra, a lato del Porto di mare di Lorrain, come richiesto dalle disposizioni testamentarie dello stesso Turner.

## Galleria d'immagini
Altri dipinti di Turner

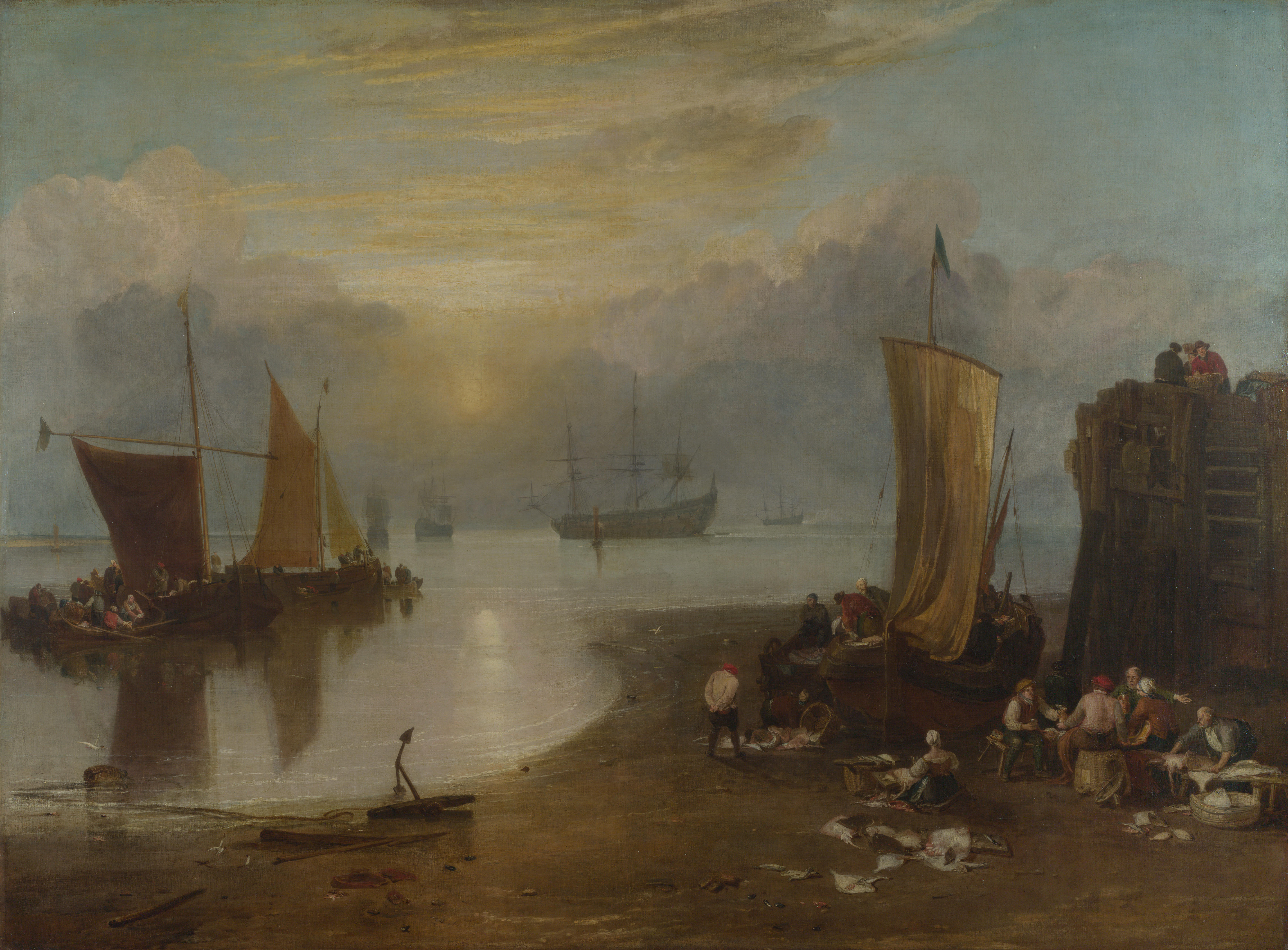
Sole nascente nella foschia (1807)
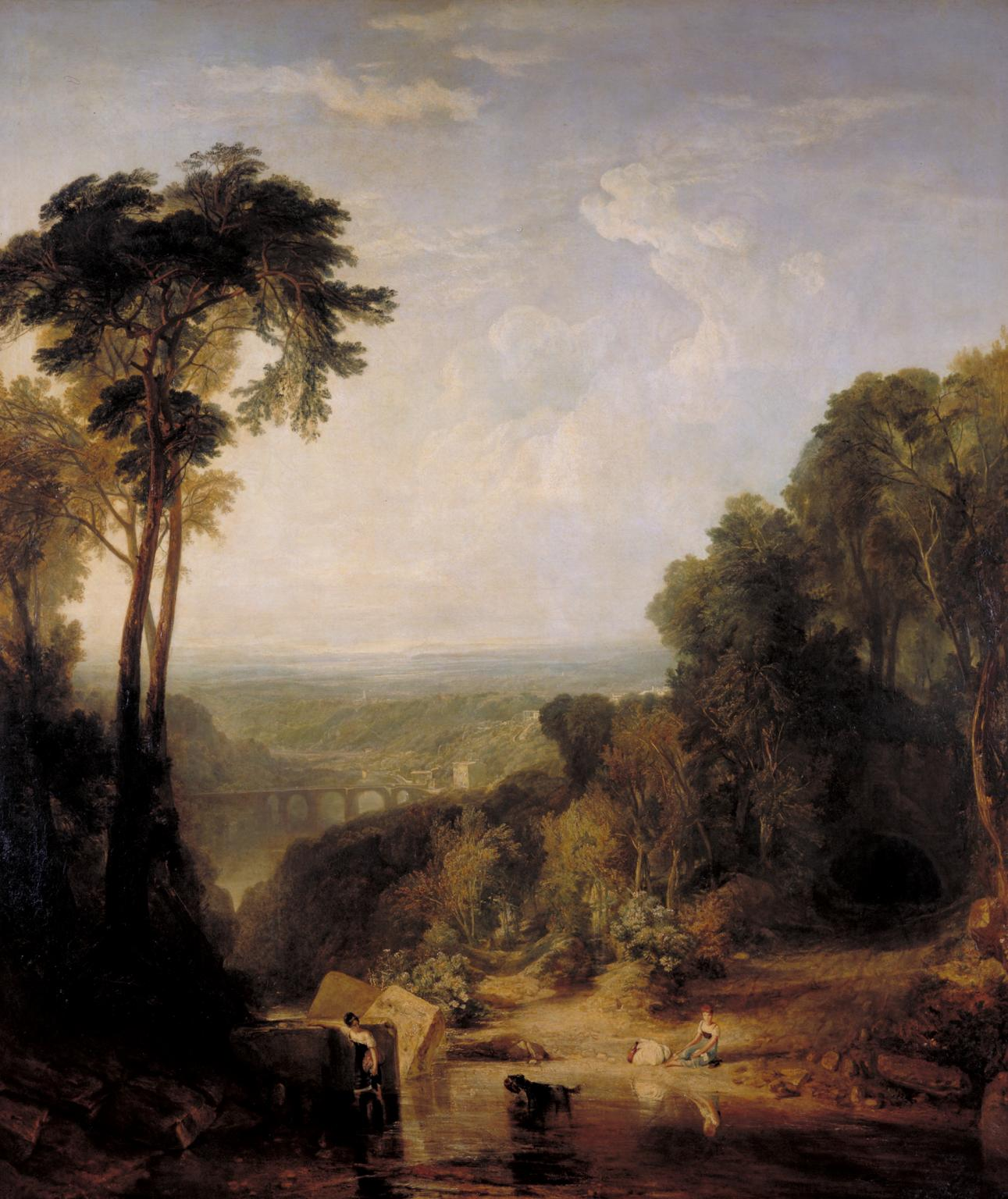
Guado del ruscello (1815)
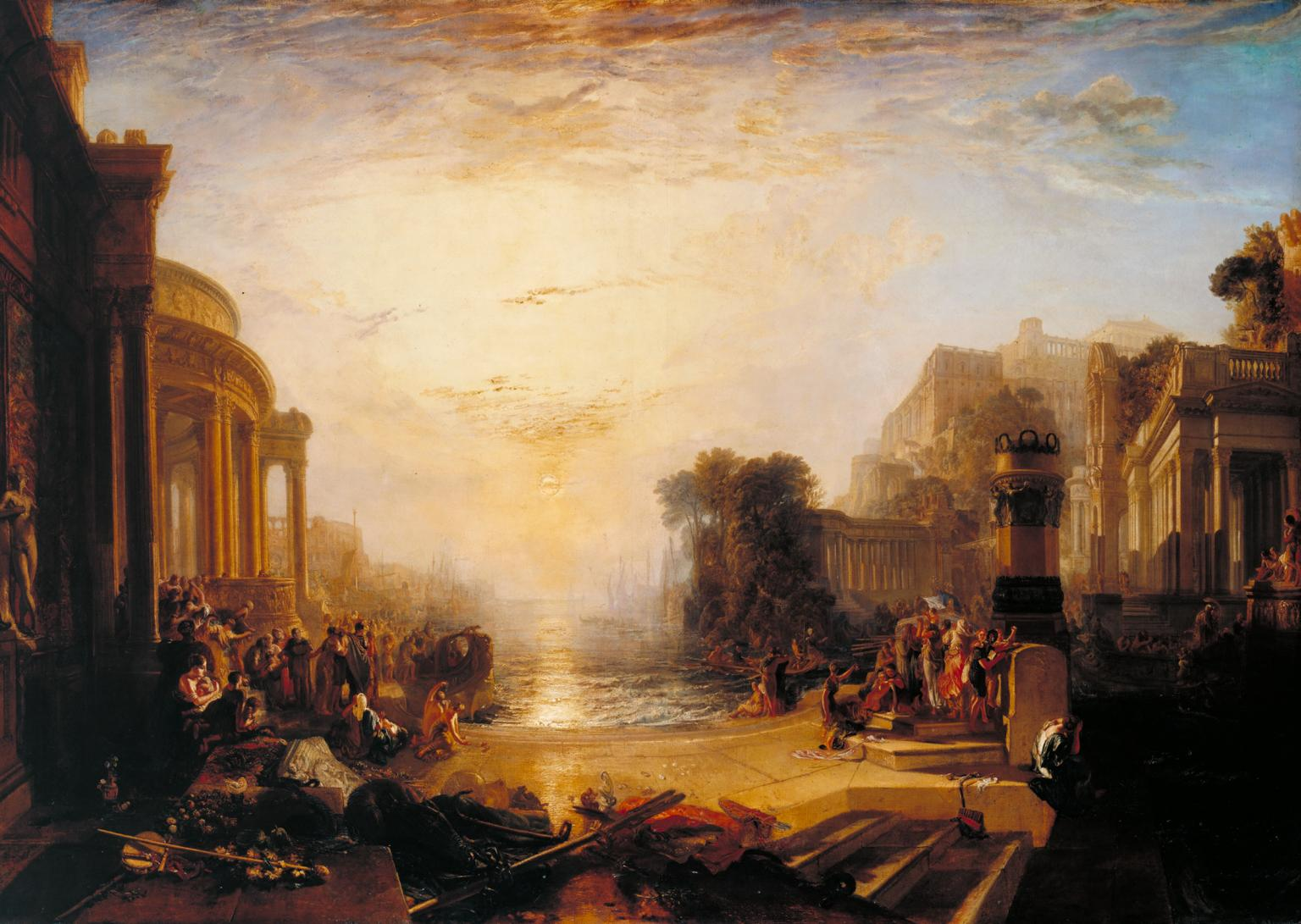
Il declino dell'Impero cartaginese (1817)

Dipinti di Lorrain

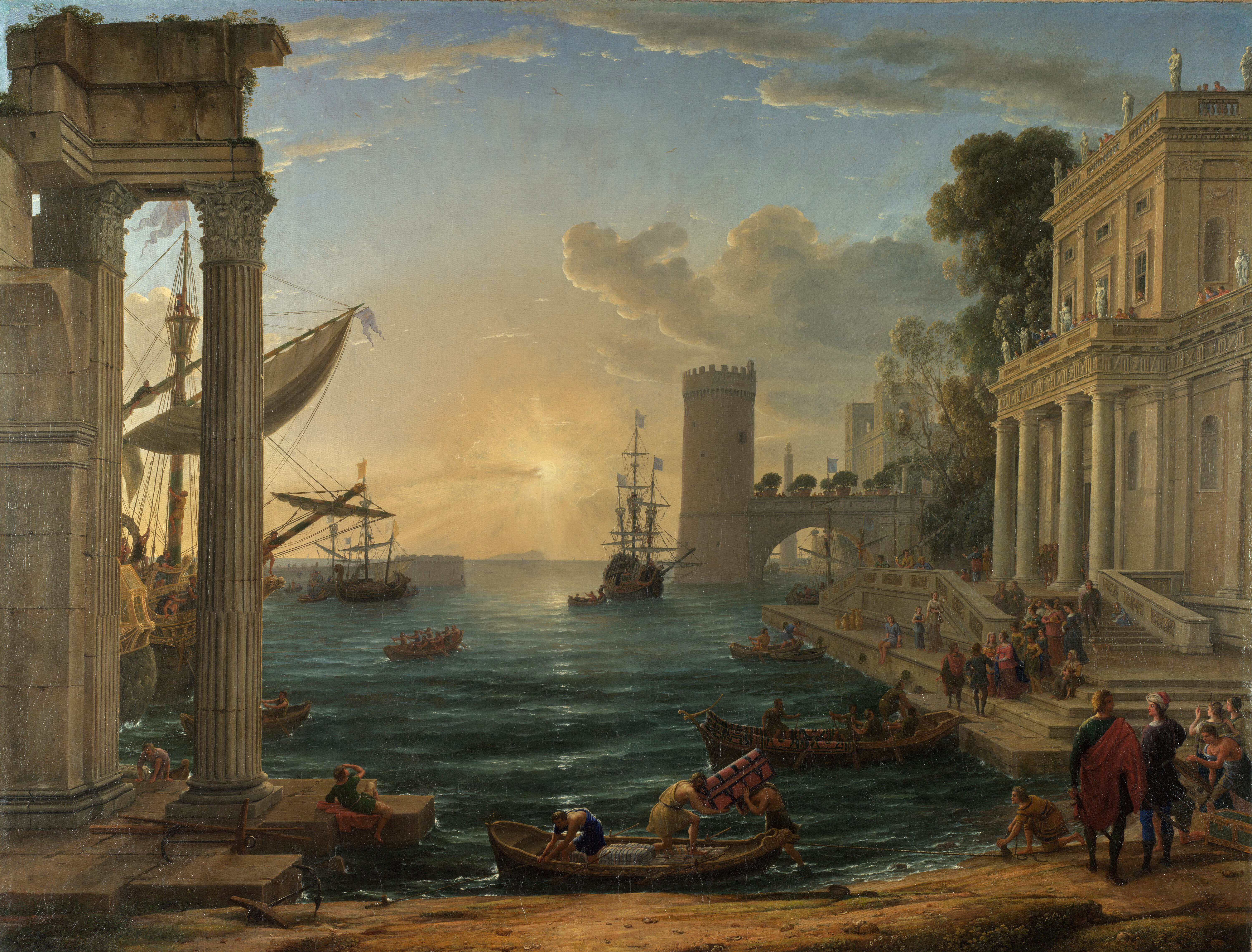
L'imbarco della Regina di Saba (1648)
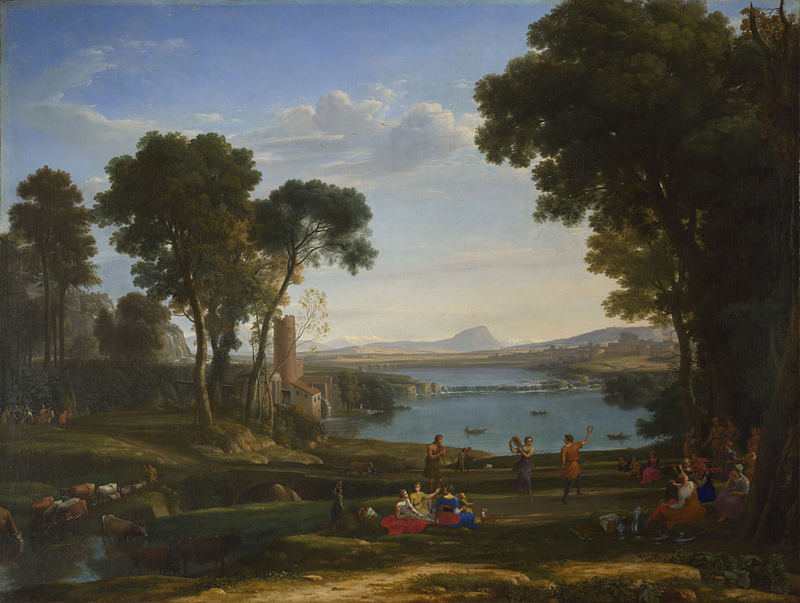
Paesaggio con le nozze di Isacco e Rebecca (1648)
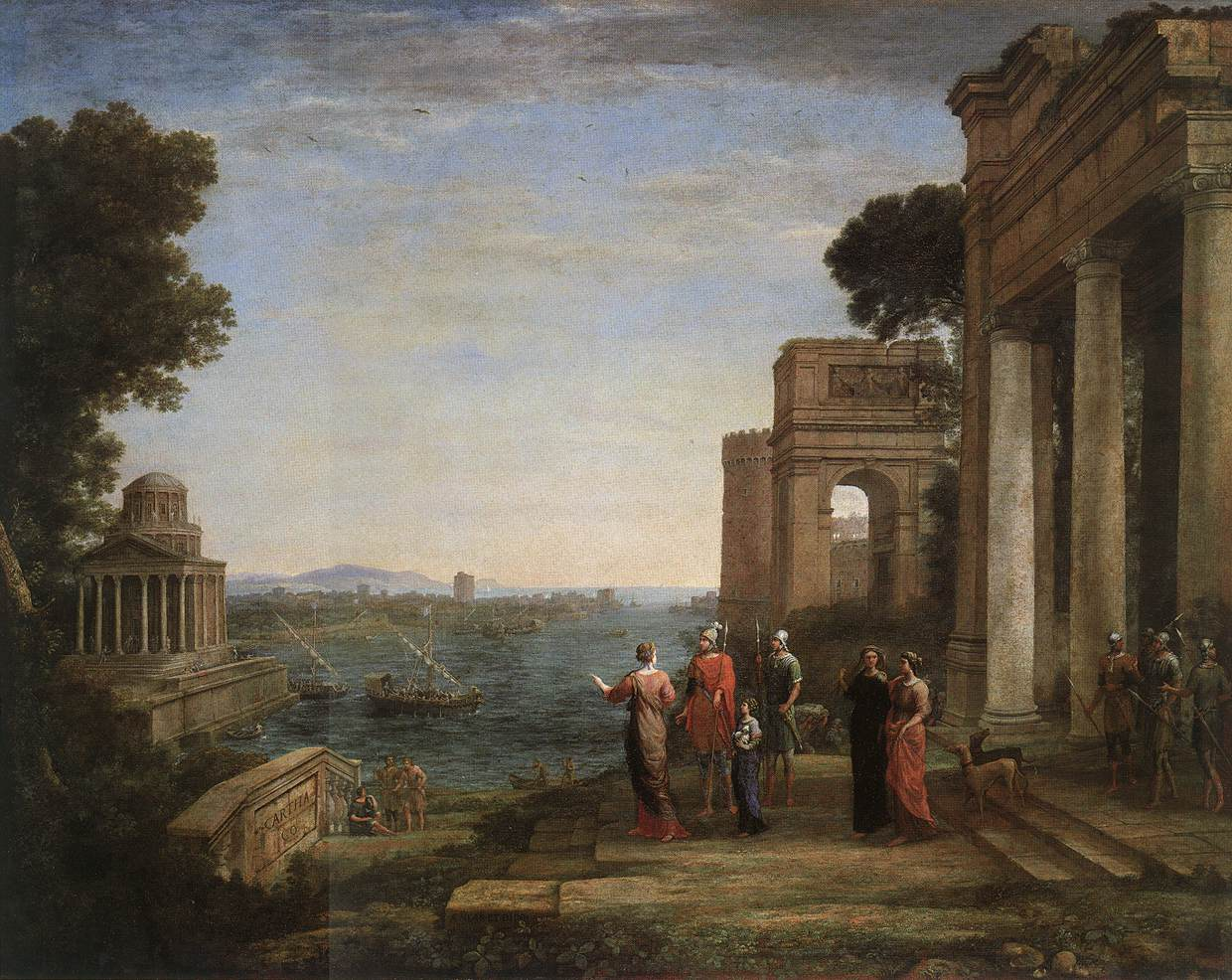
L'addio di Enea a Didone (1676)